# اوگن سوخوین
اوگِن سوخوین (اسلواکی: Eugen Suchoň؛ ۲۵ سپتامبر ۱۹۰۸ – ۵ اوت ۱۹۹۳) یکی از برجسته‌ترین آهنگسازان کشور اسلواکی در قرن بیستم بود.